# پولت‌نیویل (نیویورک)
پولت‌نیویل (به انگلیسی: Pultneyville) یک منطقهٔ مسکونی در ایالات متحده آمریکا است که در شهرستان وین، نیویورک واقع شده‌است. پولت‌نیویل ۵٫۷ کیلومتر مربع مساحت و ۶۹۸ نفر جمعیت دارد و ۸۳ متر بالاتر از سطح دریا واقع شده‌است.